# Unificazione della Norvegia
L'unificazione della Norvegia (in norvegese Rikssamlingen) è stato il processo di espansione del IX secolo fino all'inizio dell'XI secolo mediante il quale i piccoli regni indipendenti della Norvegia furono uniti in un unico regno. Gli storici e saghe concordano sul fatto che l'unificazione della Norvegia è stata opera di Harald I di Norvegia.

## L'unificazione di Harald I (872-930)

Il Regno di Norvegia nell'872 con gli altri piccoli regni della regione

Fino al IX secolo, la Norvegia era composta da una ventina di piccoli regni costieri indipendenti, più o meno rivali. Alcuni di loro giurarono anche fedeltà al re di Svezia o al re di Danimarca. Secondo le saghe, Harald Bellachioma avrebbe governato il Paese dall'872 al 930 dopo averlo unificato. Alcuni storici ritengono che in realtà esercitasse un potere limitato sulla Norvegia occidentale e meridionale. Il processo di unificazione sarebbe durato più a lungo e certamente non completo fino alla metà del XI secolo.
Halfdan il Nero, padre di Harald I, probabilmente, aveva già iniziato a conquistare alcuni piccoli regni vicini al suo, Vestfold. Successivamente, anche altri piccoli regni norvegesi, sarebbero diventati suoi grazie all'eredità. Alla sua morte, intorno all'863, lasciò in eredità al figlio di dieci anni un regno ampliato nella Norvegia sud-orientale. Ad ogni modo, Harald acquisì una prima serie di conquiste già nell'866 e sembra che regnò effettivamente su un vasto territorio, includendo anche parte del Värmland in Svezia. Nell'872 avrebbe vinto anche la battaglia di Hafrsfjord, nei pressi di Stavanger, contro gli ultimi regni ancora indipendenti. La data di questa battaglia è ancora discutibile; lo storico Halvdan Koht la colloca più prontamente nel 900. In seguito a questa vittoria, Harald si autoproclama re di Norvegia e la maggior parte dei suoi avversari emigrarono in Scozia, in Islanda o nelle Isole Fær Øer. Ancora una volta, gli storici credono che in realtà controllasse solo una parte della Norvegia moderna: senza la Norvegia centrale e il Finnmark.

## Divisione del regno (930-1020)
Nel 930, la morte di Harald mette un freno all'unificazione del paese, che si vede nuovamente diviso tra i suoi eredi e altri conti-vassalli del re di Danimarca. La Norvegia è quindi nuovamente divisa tra i possedimenti diretti dei figli di Harald, dei loro vassalli e dei territori dei potenti Jarl di Lade o Møre.

## Descrizione della saga
Secondo una leggenda popolare contenuta nella Haralds saga ins Hårfagra, l'unificazione della Norvegia sarebbe legata a una storia d'amore. Harald, invaghitosi di Gyða, figlia di re Eiríkr di Hordaland, le inviò una proposta di matrimonio tramite un'ambasceria. L'altera ragazza la rifiutò affermando che Harald era solo uno dei tanti monarchi della Norvegia e che lo avrebbe sposato solo quando fosse diventato re di tutta la Norvegia, come lo erano Erik Anundsson per la Svezia e Gorm per la Danimarca. Harald apprezzò il coraggio della ragazza e quella risposta lo spronò a voler diventare il primo sovrano di una Norvegia unita. Fece quindi voto di non tagliarsi né pettinarsi i capelli finché non fosse diventato l'unico re di Norvegia, per questo motivo gli fu affibbiato il soprannome di Lúfa che significa letteralmente "dai capelli folti e disordinati". Dopo l'unificazione della Norvegia e la campagna nelle isole britanniche, avendo mantenuto il giuramento, si fece tagliare i capelli da Rögnvaldr il Possente (inn Ríki), jarl di Møre og Romsdal che lo soprannominò "Bellachioma" (Hårfagra). La maggior parte degli studiosi oggi considera questa storia come un racconto letterario ispirato alle storie romantiche che erano popolari nelle corti all'epoca in cui fu scritto Heimskringla.

## Galleria d'immagini
Queste mappe si basano principalmente su fonti di saghe successive, del XIII secolo. La loro accuratezza storica non è stata stabilita.

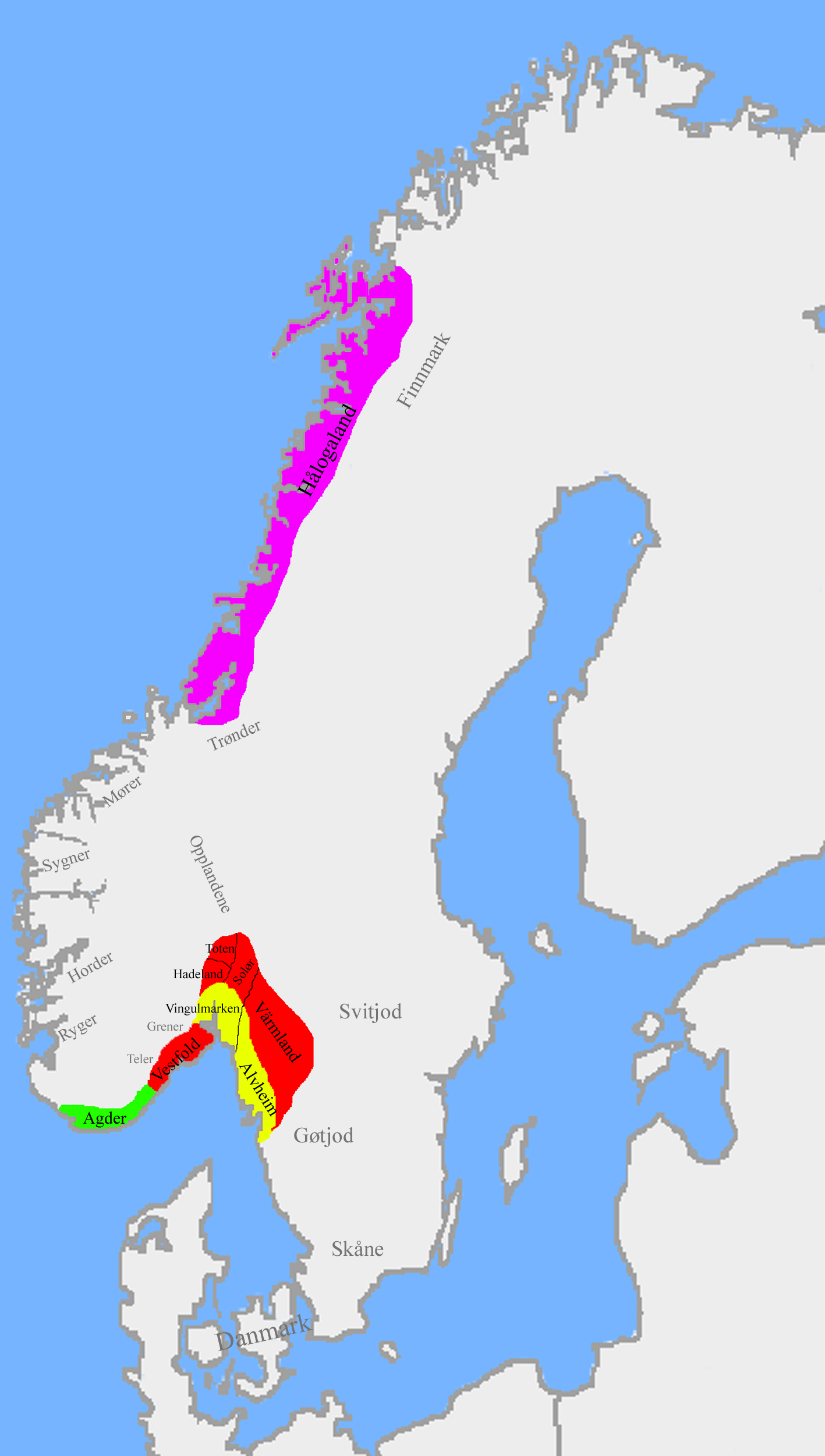
La regione alla morte di Guðröðr il Cacciatore, 820 circa.  I regni principali e più estesi erano:      Regno di Vestfold     Regno di Hålogaland     Regno di Alvheim     Regno di Agder
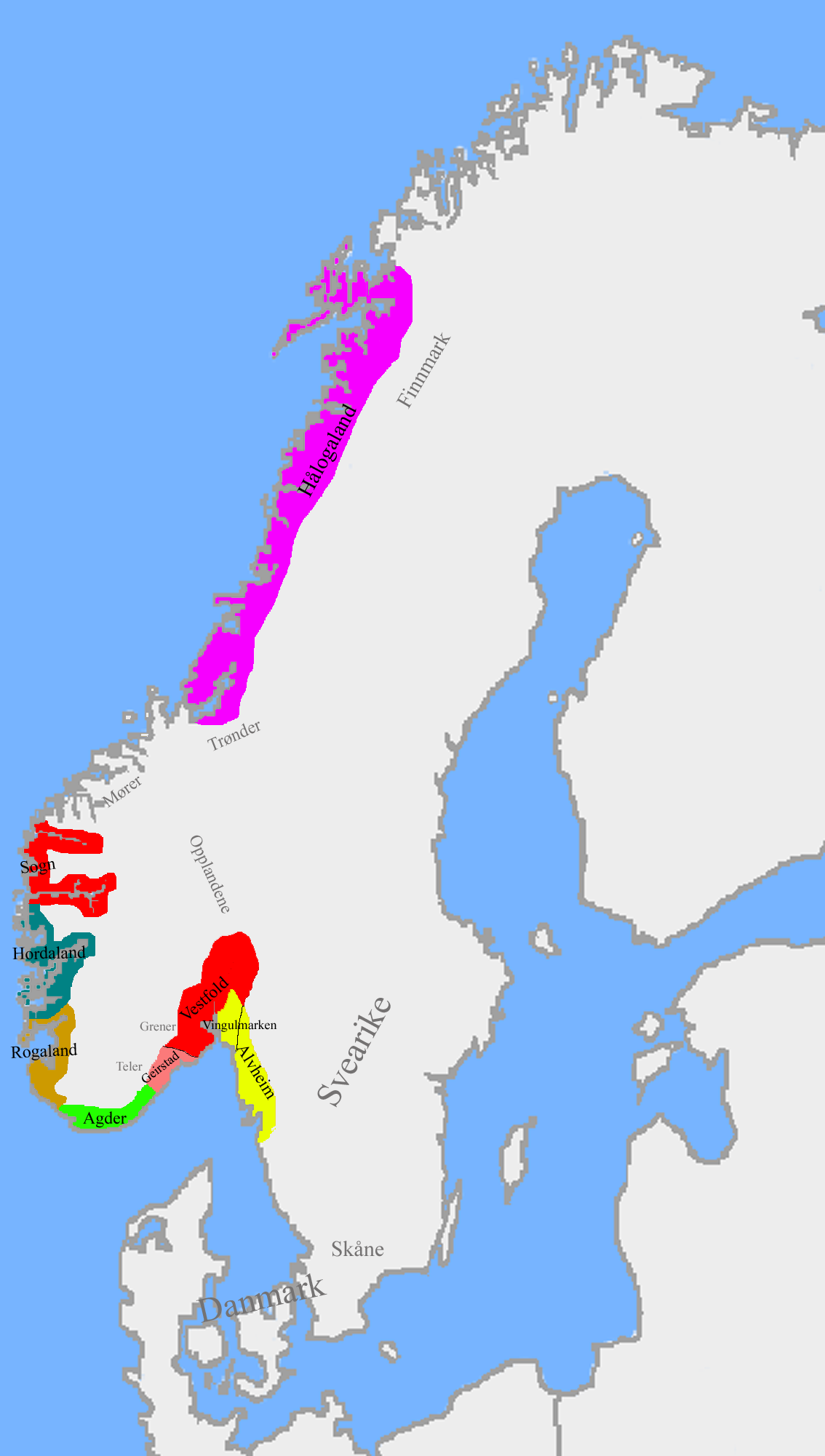
La regione alla morte di Halfdan il Nero, 860 circa.       Regno ereditato da Harald Bellachioma
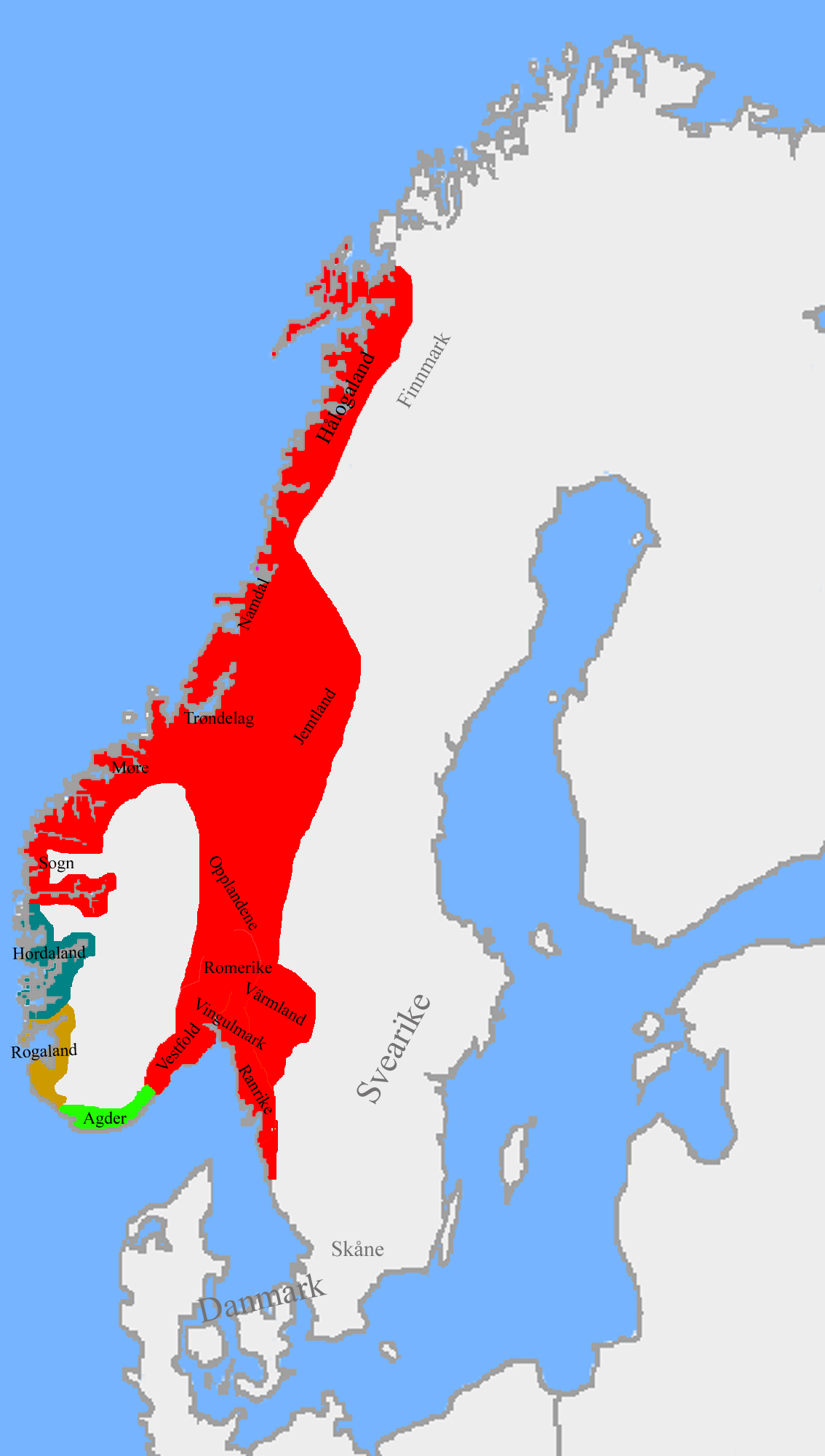
La regione prima della battaglia di Hafrsfjord, 872 circa.       Il regno unificato
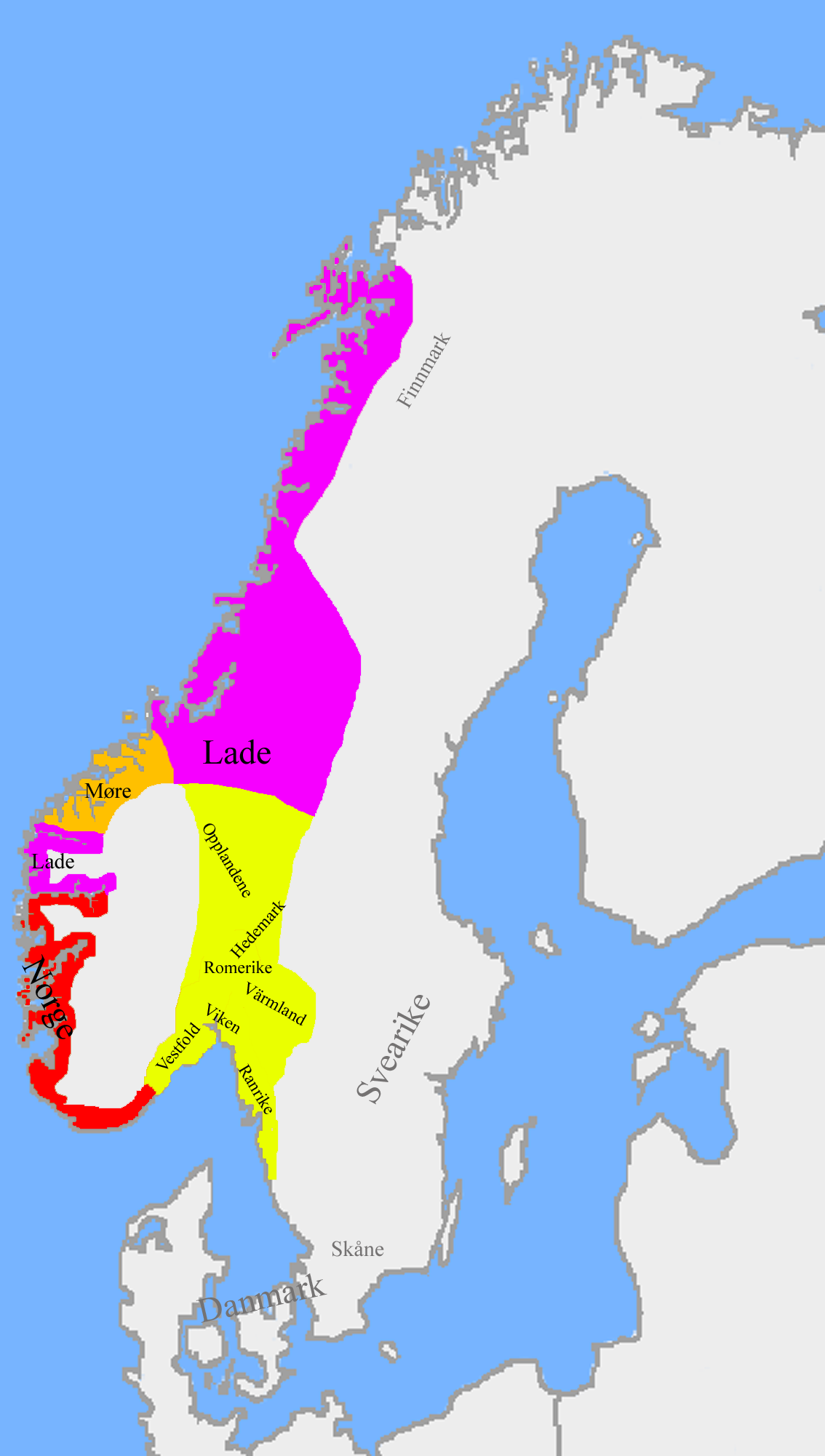
Divisione del regno, 930 circa.       Regni assegnati ai figli e parenti di Harald      Governo diretto di Harald     Jarl di Lade     Jarl di Møre
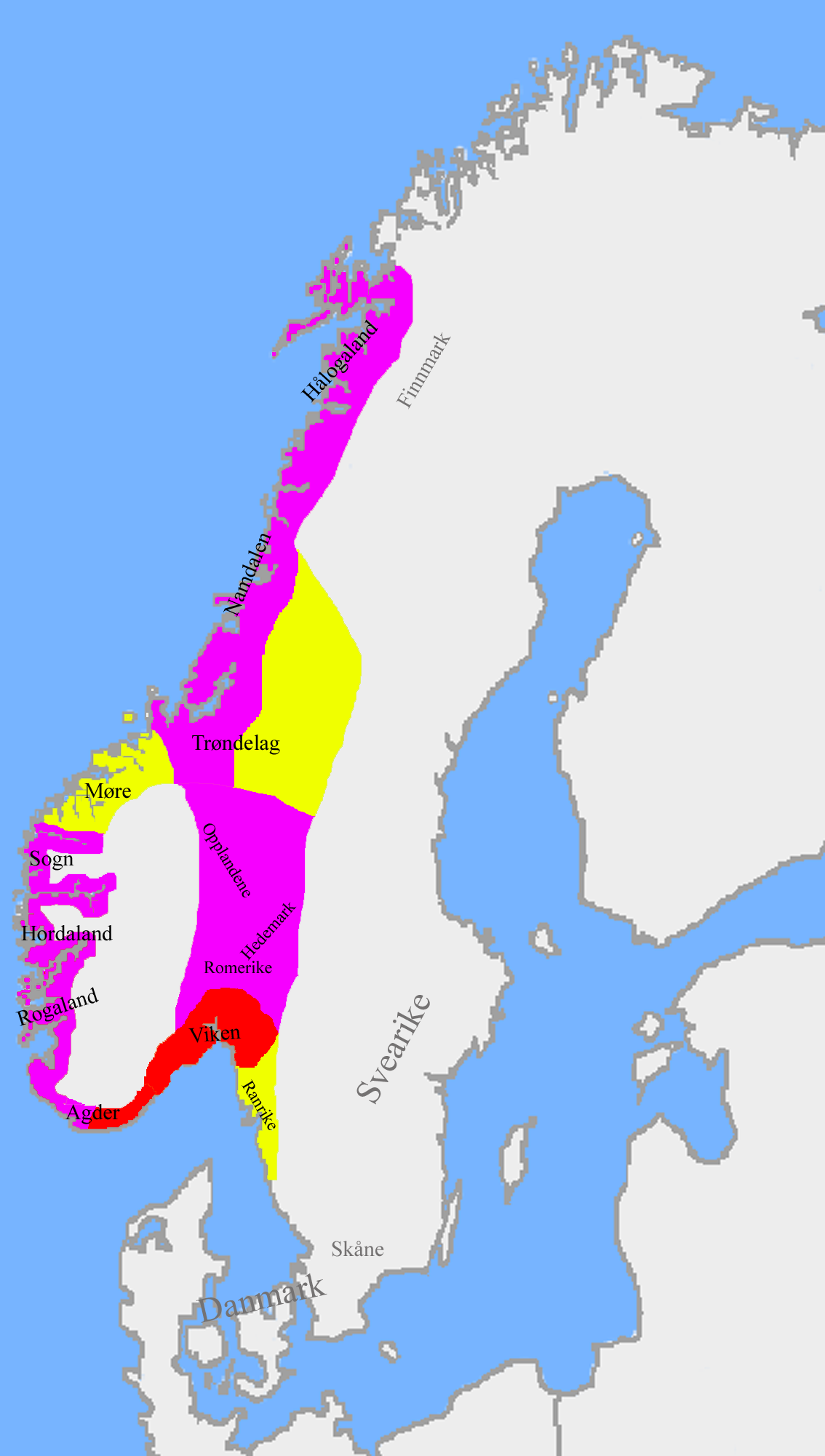
Divisione del regno dopo la battaglia di Svolder, 1000 circa.       Conquiste della Svezia      Conquiste della Danimarca     Conquiste dei Jarl di Lade
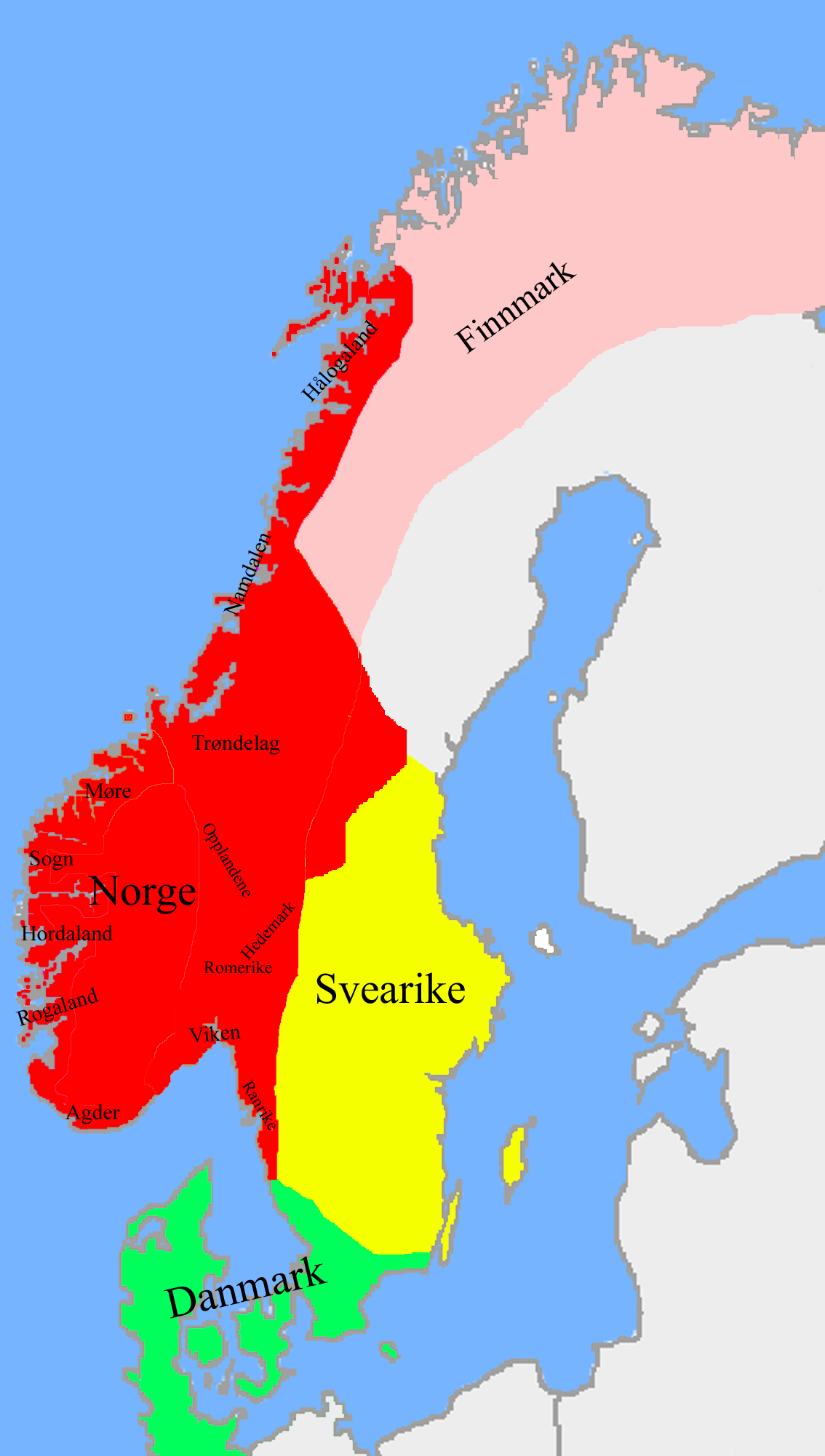
L'unificazione del regno durante il regime di sant'Olav, 1020 circa.       Il Finnmarken ("Marche dei Sami"), la maggior parte dei quali rendeva tributo ai re di Norvegia.